# Национальный центр сексуального образования

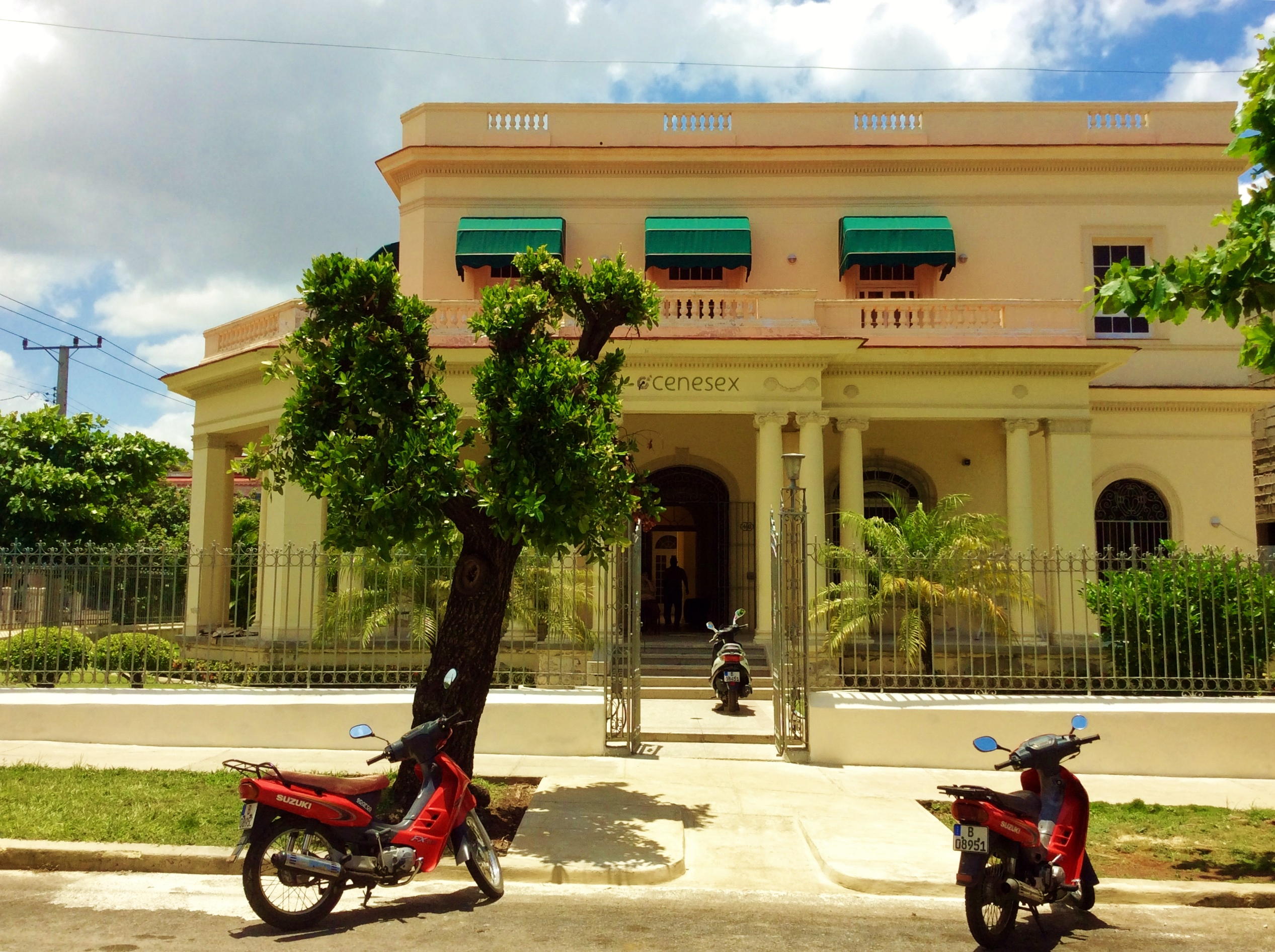
Офис на Площади Революции в Гаване

«Национальный центр сексуального образования» (исп. Centro Nacional de Educación Sexual, или CENESEX) — кубинская организация, занимается вопросами полового воспитания в стране.

## История
Основана в 1989 году, финансируется правительством Кубы. Руководитель — Мариэла Кастро, дочь главы государства Рауля Кастро. Организация известна продвижением более уважительного отношения к людям с различной сексуальной ориентацией и гендерной идентичностью, а также защитой прав ЛГБТ на Кубе.
В 1996 году, центр при участии Министерства культуры разработал школьную программу полового воспитания, в 2008 году — программу профилактики ВИЧ. По инициативе Мариэлы Кастро на Кубе учреждён день борьбы с гомофобией, проводятся гей-парады. Она предлагает внести изменения в Семейный кодекс с разрешением регистрировать однополые браки.
По мнению Мариэлы Кастро, сексуальное образование играет большую роль в становлении социализма, движение к которому она характеризует как «исправление доминантных отношений» на разных уровнях (богатых над бедными, одной нации над другой, мужчины над женщиной) и устранение дискриминации. Примером для себя она называет Ленина, который декриминализовал в России гомосексуальные отношения. В кубинской национальной программе сексуального образования она видит воплощение ленинского понимания принципов социалистического строя. По её словам, Центр помогает созданию на Кубе «инклюзивного общества, где нет места для дискриминации».